# Delia Parodi
Delia Delfina Degliuomini de Parodi (Ingeniero Luiggi, 1913 - 13 de mayo de 1991) fue una política peronista argentina, estrecha colaboradora de Eva Perón y una de las fundadoras del Partido Peronista Femenino (PPF).
Resultó elegida diputada nacional por ese partido, y en representación de la Capital Federal, siendo una de las primeras mujeres en ingresar en el Congreso y la primera en tomar públicamente la palabra en ese cargo. Con posterioridad, el 25 de abril de 1953, fue elegida Vicepresidenta Primera de esa misma Cámara. Fue, además, la única presidenta del Partido Peronista Femenino y de la Fundación Eva Perón tras la muerte de Evita.

## Biografía
Fue elegida en las elecciones legislativas de 1951 por el peronismo de la Capital Federal. El 25 de abril de 1953 fue designada Vicepresidenta primera de la Cámara de Diputados, cargo que por primera vez se le asignaba a una mujer. A partir de entonces volvió a ser reelegida en el mismo cargo en todas las renovaciones de autoridades legislativas. Como diputada, impulsó la ley de protección a las mujeres que trabajaban en casas de familia, la ley de abastecimiento y abaratamiento de los artículos de primera necesidad, y una ley de amparo para artistas de variedades. También concurrió al Congreso Interparlamentario Mundial en Viena (Austria).
Ocupó su cargo hasta el golpe de Estado de septiembre de 1955, momento en que fue apresada durante la gobierno militar denominado Revolución Libertadora, siendo liberada el 7 de marzo de 1958. Fue derivada a la prisión de mujeres de Humberto I donde permaneció 42 días incomunicada. Permaneció tres años y algunos meses en calidad de detenida, junto con Ana Carmen Macri y otras legisladoras, siendo trasladada a la cárcel de La Plata y luego a Olmos. Una vez liberada, siendo asediada por comandos civiles y policías, viajó a España como enlace entre Juan Domingo Perón en el exilio y sus partidarios.
En 1964 regresó a la Argentina, para formar parte del grupo de siete dirigentes que organizaron el nuevo partido peronista, llamado desde entonces Partido Justicialista; estaba alineada políticamente con el líder de las 62 Organizaciones, Augusto Timoteo Vandor.
En honor a su papel destacado a favor de la participación de la mujer en la política en julio de 2003 se bautizó en su honor Delia Parodi al Salón de Conferencias de la Cámara de Diputados en el Palacio del Congreso. En 2022, la ciudad de Buenos Aires nombró como «Delia Degliuomini» a una calle del barrio Rodrigo Bueno, una villa de emergencia situada en Puerto Madero.